# Hamidasumo!
「Hamidasumo!」（はみだすも）は、ゆるめるモ!の楽曲。作詞・作曲・編曲はハヤシヒロユキ（POLYSICS）。同グループ2枚目のシングルとして2015年3月25日にSPACE SHOWER MUSICから発売された。

## 概要
前作「HELLO WORLD EP」から約1年8ヶ月振り、現6人体制としては初となるシングル。
メンバー6人をフィーチャーした6パターンの初回限定メンバー盤および通常盤の7形態での発売となる

。全ジャケットとアーティスト写真は快速東京の一ノ瀬雄太（G）がデザインを手がけている。
通常盤のみ、カップリング曲として「聞こえる」とWiennersの玉屋2060％（Vo, G）による表題曲のリミックスが収録される。初回限定盤のみ、カップリング曲として「1!2!かんふー!」が収録される。初回限定盤のみ、表題曲の各メンバーをフィーチャーしたソロバージョンがメンバーごとの初回限定盤に収録されている。
通常盤および初回限定盤のカップリング曲「難」はTamptinが作編曲を手がけた。通常盤のみのカップリング曲「聞こえる」はゆるめるモ！のプロデューサー田家大知がハシダカズマ（箱庭の室内楽）とともに作曲を手がけている。初回限定盤のみのカップリング曲「1!2!かんふー!」は田家が小林愛とともに作詞、松坂康司とともに作曲を手がけている。
ライブDVD「2014:A Space Odyssey On Liquid RooMo!〜リキッドルーモ!号で行く、2014年宇宙の旅〜」との同日発売であり、リリースの発表も同時に行われた。

## ハヤシヒロユキ（POLYSICS）とのコラボレーションに至るまで
表題曲「Hamidasumo!」はPOLYSICSのハヤシヒロユキ（Vo, G, Syn, Programming）が作詞・作曲を手がける。ゆるめるモ！の楽曲で小林愛以外の作詞は「木曜アティチュード（箱めるモ!収録）」以来である。ゆるめるモ！のプロデューサーの田家大知はかねてからPOLYSICSとのコラボを切望しており、人づてにハヤシがゆるめるモ！に関心を持っていることを知ったことをきっかけにPOLYSICSサイドに呼びかけ、今回のコラボ実現に至った。
ハヤシは「自分にはゆるい曲が作れないので無理なのではないか」と一旦は断ろうとしたが、田家の「攻めたいんです」という言葉を受け制作を決めたという。このオファーが来る前からグループに合いそうな楽曲を制作していたが、「速い曲がほしい」という田家の要求があり、またハヤシ自身もライブを観て速い曲が必要だと感じ、元々あった「Hamidasumo!」というキーワードはそのままに元のものを無かったことにして新たに曲を書き下ろし本楽曲が完成した。
ハヤシはPOLYSICSとして「Hamidasumo!」のリリース日と同日の2015年3月25日にミニアルバム「HEN 愛LET’S GO!」をリリースし、この2組の新作発売を記念して、タワーレコードのコラボレーションポスター企画「NO MUSIC, NO IDOL?」に、ゆるめるモ！とPOLYSICSとのコラボレーションで登場した。ゆるめるモ！としては2度目の登場となる。ポスターは「新宿店限定ディスプレイver.」と「授業ver.」の2種を制作。

## 収録内容

### 発売形態
1. 通常盤（CD）
2. 初回限定盤（もね盤）（CD）
3. 初回限定盤（けちょん盤）（CD）
4. 初回限定盤（しふぉん盤）（CD）
5. 初回限定盤（ようなぴ盤）（CD）
6. 初回限定盤（あの盤）（CD）
7. 初回限定盤（ちーぼう盤）（CD）

### 収録曲
1. Hamidasumo!
  - 作詞・作曲・編曲：ハヤシヒロユキ

曲中のヴォコーダーはしふぉんによるものである。これに伴い曲中のコール＆レスポンスなどはしふぉんが担当している。
生演奏で同曲を披露する際、間奏のコール＆レスポンスのパートのみ生でヴォコーダーをかけて行われることがある。
あのによる即興ギターソロが収録されている[6]。後にあのは自身のツイキャスにて「1回自由に弾いてみて、ハヤシのアドバイスを元に弾き直した2テイク目を採用した」と明かしている。
生演奏や非常階段およびJOJO広重とのコラボの際など、実際のライブでもあのがギターソロを披露することがある。
初回限定盤(各メンバー盤)に収録されているメンバーver.は、全パートではないものの主要なパートの多くが各メンバーを中心とした歌唱に差し替えられており、元々自身のパートである箇所も歌い方が変わっている部分がある。メロディーのアレンジなども自由に行われており、いずれのバージョンも各メンバーの個性が色濃く反映された仕上がりとなっている。
2. 難（なん）
  - 作詞：小林愛、作曲・編曲：Tamptin

メンバーのしふぉんが最も好きな曲として挙げている。
披露自体多くはないが、披露の際には1曲目であることが多い。
3. 聞こえる
  - 作詞：小林愛、作曲：田家大知・ハシダカズマ（箱庭の室内楽）、編曲：ハシダカズマ（箱庭の室内楽）

通常盤のみ収録。ライブではあのがギターを弾くこともあるが、難しいらしく「指折れるから嫌だ」とも語っている。
2016年に行われたハシダの生誕イベントの中で行われたハシダ・田家・小林による座談会にて、ほぼ全作の作詞を手掛ける小林は思い入れの強い楽曲のひとつにこの曲を挙げた。作曲が田家・ハシダと従来の制作陣であることもあり、初コラボとなるハヤシによる表題曲を受けての自分なりに出したニューウェーブへの回答だという。ライブで披露される機会は少ないものの、度々Twitter上でメンバーが同曲の歌詞を賞賛している。
4. 1!2!かんふー!
  - 作詞：田家大知・小林愛、作曲：田家大知・松坂康司、編曲：松坂康司

初回限定盤のみの収録だが、後にアルバム「YOU ARE THE WORLD」にも収録された。
読みは「いーあるかんふー」。同名のゲームが存在する。
MVは神奈川県横浜市中区山下町の横浜中華街で撮影された。諸事情によりちーぼうのみ撮影に参加出来ず、ちーぼう出演パートのみ別日に撮影されている。完成したMVにはこの“諸事情”を盛り込んだ演出がなされた。
「東名阪だよ！全員ハミ出すモ！ツアー」赤坂ブリッツ公演ではこの曲に合わせたチャイナドレス風の新衣装がお披露目された。(MVで着用しているものは既製品で、こちらとは別物)

### 各CD別曲目
| #  | 通常盤                           | 初回限定もね盤             | 初回限定けちょん盤             | 初回限定しふぉん盤             | 初回限定ようなぴ盤             | 初回限定あの盤              | 初回限定ちーぼう盤             |
| -- | -------------------------------- | -------------------------- | ------------------------------ | ------------------------------ | ------------------------------ | --------------------------- | ------------------------------ |
| 01 | Hamidasumo!                      | Hamidasumo!                | Hamidasumo!                    | Hamidasumo!                    | Hamidasumo!                    | Hamidasumo!                 | Hamidasumo!                    |
| 02 | 難                               | 難                         | 難                             | 難                             | 難                             | 難                          | 難                             |
| 03 | 聞こえる                         | 1!2!かんふー!              | 1!2!かんふー!                  | 1!2!かんふー!                  | 1!2!かんふー!                  | 1!2!かんふー!               | 1!2!かんふー!                  |
| 04 | Hamidasumo!(Heaven & Hell Remix) | Hamidasumo!（もねversion） | Hamidasumo!（けちょんversion） | Hamidasumo!（しふぉんversion） | Hamidasumo!（ようなぴversion） | Hamidasumo!（あのversion）  | Hamidasumo!（ちーぼうversion） |
| 05 | Hamidasumo!(Instrumental)        | 難(Instrumental)           | 難(Instrumental)               | 1!2!かんふー!(Instrumental)    | 聞こえる(Instrumental)         | 1!2!かんふー!(Instrumental) | 聞こえる(Instrumental)         |

## ミュージック・ビデオ
発売に先駆け、2015年3月21日にYouTubeにおいて「Hamidasumo!」のミュージックビデオがSPACE SHOWER MUSICのYouTube公式チャンネルで公開された。監督は「眠たいCITY vs 読書日記」に続いて加藤マニが務めた。加藤は「古き良き戦隊物コントと、タランティーノのB級アクションその他諸々の愛を込めた」とコメントしている。
発売日翌週の2015年4月2日には初回限定盤のみ収録の「1!2!かんふー!」のミュージックビデオも公開された。
撮影は主に横浜中華街で行われたが、とある理由によりちーぼうだけ中華街での撮影シーンが存在せず、別の撮影場所でのソロシーンが中心である。(理由についてはミュージックビデオの最後で明かされている)

また、同年5月2日に赤坂BLITZで開催されるワンマンライブにおいて本楽曲を特別な形で披露することが公式Twitterで予告された。

## 東名阪だよ！全員ハミ出すモ！ツアー
本作を引っ提げ、4月18日の新栄DAYRIVEでのワンマンライブを皮切りに初の東名阪ワンマンツアー『東名阪だよ！全員ハミ出すモ！ツアー』を開催。

ツアーファイナルの赤坂BLITZワンマンにおいては、箱庭の室内楽、cinema staffの三島想平(Ba)、キンモクセイの張替智広、非常階段のJOJO広重、一楽儀光（ドラびでお）、nhhmbaseのマモル（Vo,G,Key）、NATURE DANGER GANGの福山タク（Sax）らが演奏陣としてゲスト参加した。

ツアーファイナル・赤坂BLITZのチケットは完売、1200人を動員した。

赤坂BLITZ公演にて、2015年秋に朝倉加葉子監督、メンバー主演による映画の公開（タイトル未定）と同年冬に初の全国ツアーの開催、ツアーファイナルを12月20日のZepp DiverCityで行うことが発表された。
2015年5月29日、赤坂BLITZ公演にて披露された全楽曲のライブ音源がOTOTOYにてハイレゾ配信された。

### ツアー日程
| 公演日        | 会場         |
| ------------- | ------------ |
| 2015年4月18日 | 新栄DAYTRIVE |
| 2015年4月19日 | 難波ROCKETS  |
| 2015年5月2日  | 赤坂BLITZ    |